# PP-2000
PP-2000 là loại súng tiểu liên được phát triển bởi Cục thiết kế công cụ KBP. Loại này được trưng bày lần đầu tiên trong cuộc triển lãm quốc tế về công nghệ mới ở Moscow năm 2004, nó đã xin cấp bằng sáng chế năm 2001 và được cấp năm 2003.

## Mô tả
PP-2000 là loại súng sử dụng phương thức nạp đạn blowback và nặng 1,5 kg khi không có đạn. PP-2000 được thiết kế như một loại vũ khí tự vệ và sử dụng trong các đội phản ứng nhanh và trấn áp bạo động. Hiện tại nó còn được sử dụng trong quân đội và lực lượng thi hành công vụ ở nhiều nơi trên thế giới.

## Thiết kế

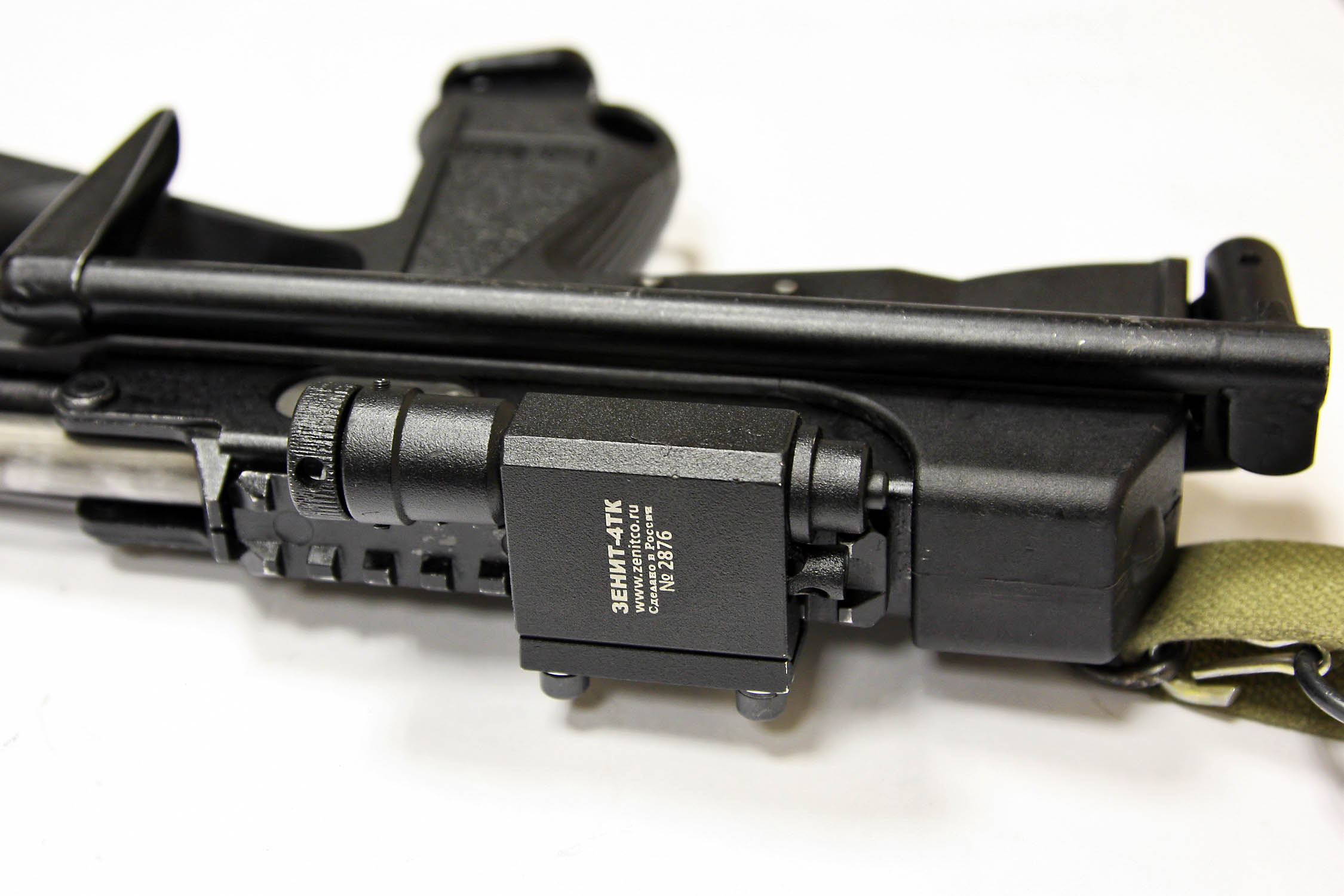
PP-2000

Khoang chứa đạn của PP-2000 sử dụng loại đạn 9×19mm Parabellum và cũng có thể một số loại đạn mới của Nga như 9×19mm 7N21 +P+ xuyên giáp. Thiết kế này cho PP-2000 khả năng bắn xuyên giáp tương đương các khẩu FN P90 và Heckler & Koch MP7 khi sử dụng loại đạn 9×19mm Parabellum.
Một điểm khá độc đáo của PP-2000 là nó thường sử dụng hộp đạn 44 viên được gắn giữa súng phía trong tay cầm. Dây đeo súng cũng có thể được gắn vào. Một điểm độc đáo khác là nó không có khả năng bắn khi đạn chưa nằm cố định trong khoang chứa đạn. Thay vì phải gắn báng súng rời vào súng như các loại súng tiểu liên cũ thì thỉ việc kéo báng súng gấp ra, nó ở phần đuôi của súng phía dưới khoang chứa đạn.